# Anthony Nelson
Anthony Nelson (4 marzo 1997) è un giocatore di football americano statunitense che milita nel ruolo di linebacker per i Tampa Bay Buccaneers della National Football League (NFL).

## Carriera professionistica

### Tampa Bay Buccaneers
Nelson fu scelto nel corso del quarto giro (107º assoluto) del Draft NFL 2019 dai Tampa Bay Buccaneers. Debuttò come professionista subentrando nella gara del primo turno contro i San Francisco 49ers senza fare registrare alcuna statistica. La settimana seguente mise a segno il suo primo tackle e forzò un fumble nella vittoria contro i Carolina Panthers. La sua stagione da rookie si chiuse con 8 placcaggi in 9 presenze, una delle quali come titolare.
Il 7 febbraio 2021, nel Super Bowl LV contro i Kansas City Chiefs campioni in carica, Nelson  scese in campo nella vittoria per 31-9, conquistando il suo primo titolo.

## Palmarès
- Super Bowl : 1

Tampa Bay Buccaneers: LV
- National Football Conference Championship: 1

Tampa Bay Buccaneers: 2020